# العمبر (بني حشيش)

تعديل مصدري - تعديل

العمبر هي إحدى قرى عزلة عضران بمديرية بني حشيش التابعة لمحافظة صنعاء، بلغ تعداد سكانها 397 نسمة حسب تعداد اليمن لعام 2004.